# Athinna Persson Lundgren
Athinna Persson Lundgren (Malmö, 3 april 2003) is een Zweeds voetbalspeelster. Ze speelt als verdediger voor Hammarby IF in de Damallsvenskan.

## Clubcarrière
Persson Lundgren begon haar voetbalcarrière bij Husie IF. Op elfjarige leeftijd stapte ze over naar de jeugdacademie van FC Rosengård. In 2020 werd ze overgeheveld naar het eerste elftal van de club uit Malmö. Persson Lundgren maakte haar debuut in de Damallsvenskan in mei 2021 in een wedstrijd tegen Djurgårdens IF. In december 2021 verlengde ze haar contract bij FC Rosengård met twee jaar.
In maart 2023 werd Persson Lundgren verhuurd aan competitiegenoot KIF Örebro DFF. Na deze verhuurbeurt tekende ze in december 2023 een contract bij Trelleborgs FF. Na een seizoen maakte Persson Lundgren in 2025 de overstap naar Hammarby IF.

## Statistieken
| Seizoen | Club           | Land   | Competitie     | Wedstrijden | Doelpunten |
| ------- | -------------- | ------ | -------------- | ----------- | ---------- |
| 2021    | FC Rosengård   | Zweden | Damallsvenskan | 3           | 0          |
| 2022    | FC Rosengård   | Zweden | Damallsvenskan | 13          | 1          |
| 2023    | KIF Örebro DFF | Zweden | Damallsvenskan | 15          | 0          |
| 2023    | FC Rosengård   | Zweden | Damallsvenskan | 4           | 0          |
| 2024    | Trelleborgs FF | Zweden | Damallsvenskan | 23          | 0          |
| 2025    | Hammarby IF    | Zweden | Damallsvenskan | 0           | 0          |
| Totaal  | Totaal         | Totaal | Totaal         | 58          | 1          |

Laatste update: 16 februari 2025

## Interlandcarrière
Persson Lundgren kwam voor Zweden -19 uit op het EK 2022. Sinds 2022 komt ze uit voor Zweden -23.